# John Porter (ishockeyspelare)
John Porter, född 21 januari 1904 i Beckwith i Ontario, död 6 augusti 1997 i Toronto, var en kanadensisk ishockeyspelare. Porter blev olympisk guldmedaljör i ishockey vid vinterspelen 1928 i Sankt Moritz.